# لیلیت هوهانیسیان
لیلیت واچاگانی هوهانیسیان ارمنی: Լիլիթ Վաչագանի Հովհաննիսյան؛ زاده ۷ دسامبر ۱۹۸۷) خواننده اهل ارمنستان است.

## زندگی‌نامه
لیلیت هوهانیسیان در روز دوشنبه ۷ دسامبر ۱۹۸۷ میلادی در شهر ایروان پایتخت جمهوری ارمنستان متولد شده است. در زمان کودکی علاقه داشت یک طراح لباس بشود با این حال، او بعداً تصمیم گرفت به دنبال یک حرفه‌ای در موسیقی باشد اما او در این راه بیش از حد خجالتی بود. فقط به خاطر اینکه پدرش اصرار داشت که توانایی‌های خود را در حوزه موسیقی هم نشان دهد. در سال ۲۰۰۶ او در مسابقه شو شرکت کرد و به مرحله فینال مسابقه های سوپراستار ((به ارمنی: Հայ Սուպերսթար) رسید. های سوپر استار یک شو مسابقه تلویزیونی به سبک پاپ آیدل است و می‌توان ان را نسخه ارمنی پاپ آیدل نیز به حساب آورد و به یکی از معروف‌ترین خوانندگان موسیقی پاپ در ارمنستان تبدیل شده است و در کشورهایی همسایه نیز طرفداران بسیاری دارد.

## حرفه‌ای
او به فینال مسابقه «هی سوپراستار» سال ۲۰۰۶ رسید و به مقام چهارم از بین ده شرکت‌کننده رسید.
در سال ۲۰۱۱ چندین تک آهنگ موفق را تجربه کرد که در یوتیوب بیش از ۲ میلیون بازدیدکننده داشت

## زندگی شخصی
لیلیت هوهانیسیان در تاریخ ۲۹ ژوئن ۲۰۱۱ با واهرام پتروسیان که ترانه‌سرا و تهیه‌کننده است، ازدواج کرد.

## آلبوم‌های استودیویی
Nran 2011

## تک‌آهنگ
- Voch-Voch 2011
- Nran"(2011"
- Mayrik 2011
- (۲۰۱۲)"من آسا Srtin "
- (۲۰۱۲) بیش از حد، بیش از حد، بیش از حد
- (2012) Aghjik Lineir" ته
- (۲۰۱۲)ایزوتوپ اونا Horinel"
- (۲۰۱۳) سکته قلبی یا Qez Togheci
- (۲۰۱۳) «مرثیه»
- (Gnchu" (2013"
- (Lilit" (2013الی
- (Elegia" (2013
- (2014)"Qez Khabel "اونا
- (۲۰۱۴)"دختر ارمنی
- (۲۰۱۵)عروسک من

## جوایز و افتخارات
به ترتیب زمانی
- ۲۰۰۷: فینالیست پروژه هی سوپراستار.
- ۲۰۰۸: برنده جایزه بزرگ مسابقه Yntsa.
- ۲۰۰۸: وحی ارمنستان جایزه موسیقی ملی.
- ۲۰۰۹: آهنگ "Nran" (توسط Lilit با) به عنوان دریافت فایل چکیده اکثر آهنگ شناخته شده است.
- ۲۰۰۹: بهترین خواننده سال ارمنستان جایزه موسیقی ملی.
- ۲۰۰۹: (Spanvac Aghavni / Սպանված Աղավնի) بهترین موسیقی سال ارمنستان در جایزه موسیقی ملی.
- ۲۰۱۰: جایزه ارامنه.
- ۲۰۱۱: بهترین دوئت از سال را در وب سایت از Hayfanat.
- ۲۰۱۱: بهترین دوئت از سال (inchu اونا qez sirum) شامل میهران تساروکیان از 21 TV جوایز موسیقی.
- ۲۰۱۲: بهترین زن، خواننده از سال با توجه به مجله عملاً.
- ۲۰۱۲: ترانه (axchik lineir / Թե աղջիկ լինեիր) بهترین فیلم سال از 21 TV جوایز موسیقی.
- ۲۰۱۲: بهترین خواننده زن از 21 TV جوایز موسیقی.
- ۲۰۱۲: بیشترین بحث شده است و محبوب زن، خواننده از سال با توجه به Argamblog.
- ۲۰۱۲: (بیش از حد، بیش از حد، بیش از حد / Թու، Թու، Թու) بهترین ویدئوهای آوریل ارمنستان شبکه "کانال اول".
- ۲۰۱۲: (axjik lineir / Թե աղջիկ լինեիր) بهترین فیلم ماه سپتامبر ارمنستان از Tv "کانال اول".
- ۲۰۱۲: (Ես եմ հորինել / ایزوتوپ horinel EM) بهترین ویدئو دسامبر ارمنستان ازTv "کانال اول".
- ۲۰۱۳: ۲۰۱۳ (ES EM Horinel)بهترین فیلم در پالس ارمنی جوایز موسیقی "
- ۲۰۱۳: ۲۰۱۳ (ES EM Horinel) بهترین آهنگ در پالس ارمنی جوایز موسیقی "
- ۲۰۱۳ - بهترین خواننده زن سال با توجه به جوایز موسیقی ارمنستان

## یادداشت
1. ↑  Vahram Petrosyan